# ТЕС ArcelorMittal Tubarao
20°15′7″ пд. ш. 40°14′9″ зх. д. / 20.25194° пд. ш. 40.23583° зх. д.
ТЕС ArcelorMittal Tubarao – теплова електростанція у бразильському штаті Еспіриту-Санту, яка відноситься до комплексу металургійного комбінату ArcelorMittal Tubarão.
Розташований у портовій зоні Tubarão металургійний комбінат має власну електростанцію, яка використовує кілька різних технологій:
-  парові турбіни №1 та №2 потужністю по 68 МВт і №3 та №4 потужністю по 75 МВт живляться від чотирьох котлів, у яких спалюють вторинні горючі гази, що виникають під час роботи основного виробництва – коксовий, доменний та конвертерний (у екстрених випадках також можуть спалювати коксову смолу);
- гарячі гази, які утворились під час обігріву коксових печей, перед потраплянням у димарі проходять через 8 котлів-утилізаторів, які живлять парові турбіни №5 та №6 потужністю по 98 МВт;
- на доменній печі №1 встановили додаткову турбіну потужністю 25 МВт, яка використовує енергію відхідних газів печі, котрі виходять з неї під великим тиском. 
Станом на 2016 рік також існували плани встановлення парової турбіни №7 потужністю 54 МВт, яка б дозволила повністю утилізовувати доменний та конвертерний гази і коксову смолу. Також планували використати відхідні гази доменних печей №2 та №3 для живлення турбін потужністю 5 МВт та 6 МВт.
Надлишок електроенергії може постачатись зовнішнім споживачам по ЛЕП, яка працює під напругою 138 кВ.